# Saint-Valery-en-Caux
Saint-Valery-en-Caux és un municipi francès situat al departament del Sena Marítim i a la regió de Normandia. L'any 2007 tenia 4.508 habitants.

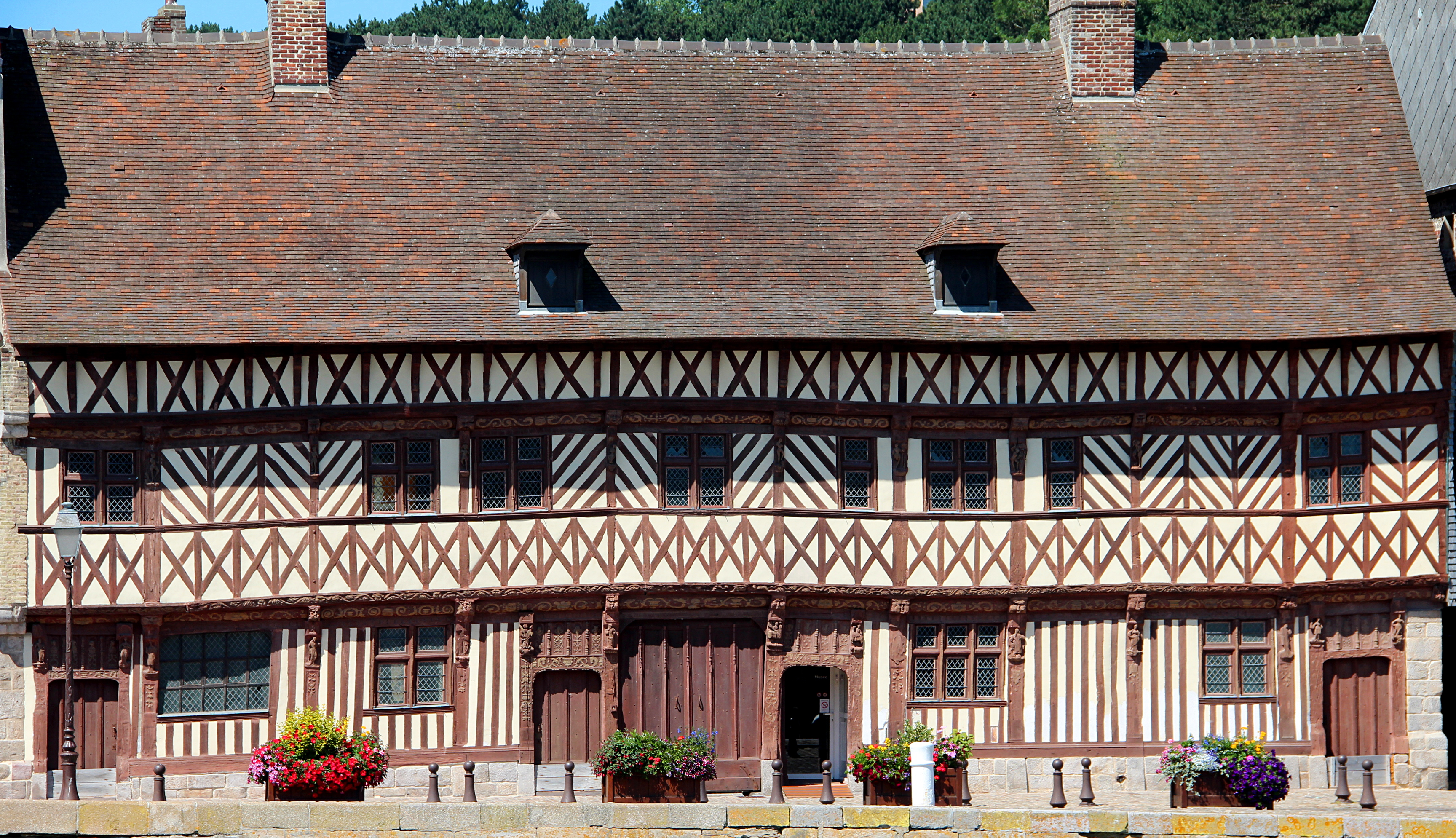

## Demografia

### Població
El 2007 la població de fet de Saint-Valery-en-Caux era de 4.508 persones. Hi havia 2.050 famílies de les quals 814 eren unipersonals (294 homes vivint sols i 520 dones vivint soles), 608 parelles sense fills, 455 parelles amb fills i 173 famílies monoparentals amb fills.
La població ha evolucionat segons el següent gràfic:
Habitants censats

### Habitatges
El 2007 hi havia 2.877 habitatges, 2.070 eren l'habitatge principal de la família, 599 eren segones residències i 207 estaven desocupats. 1.571 eren cases i 1.199 eren apartaments. Dels 2.070 habitatges principals, 729 estaven ocupats pels seus propietaris, 1.293 estaven llogats i ocupats pels llogaters i 47 estaven cedits a títol gratuït; 90 tenien una cambra, 305 en tenien dues, 513 en tenien tres, 511 en tenien quatre i 652 en tenien cinc o més. 1.263 habitatges disposaven pel capbaix d'una plaça de pàrquing. A 1.046 habitatges hi havia un automòbil i a 567 n'hi havia dos o més.

### Piràmide de població
La piràmide de població per edats i sexe el 2009 era:
| Homes | Edats   | Dones |
| ----- | ------- | ----- |
| 0     | 95 o +  | 4     |
| 8     | 90 a 94 | 16    |
| 8     | 85 a 89 | 68    |
| 28    | 80 a 84 | 80    |
| 96    | 75 a 79 | 132   |
| 72    | 70 a 74 | 144   |
| 80    | 65 a 69 | 96    |
| 84    | 60 a 64 | 124   |
| 104   | 55 a 59 | 84    |
| 184   | 50 a 54 | 204   |
| 148   | 45 a 49 | 208   |
| 196   | 40 a 44 | 152   |
| 148   | 35 a 39 | 164   |
| 164   | 30 a 34 | 176   |
| 176   | 25 a 29 | 160   |
| 164   | 20 a 24 | 148   |
| 160   | 15 a 19 | 192   |
| 124   | 10 a 14 | 116   |
| 176   | 5 a 9   | 160   |
| 100   | 0 a 4   | 116   |

## Economia
El 2007 la població en edat de treballar era de 2.902 persones, 1.960 eren actives i 942 eren inactives. De les 1.960 persones actives 1.736 estaven ocupades (980 homes i 756 dones) i 225 estaven aturades (97 homes i 128 dones). De les 942 persones inactives 339 estaven jubilades, 218 estaven estudiant i 385 estaven classificades com a «altres inactius».

### Ingressos
El 2009 a Saint-Valery-en-Caux hi havia 2.106 unitats fiscals que integraven 4.449,5 persones, la mediana anual d'ingressos fiscals per persona era de 17.015 €.

### Activitats econòmiques
Dels 256 establiments que hi havia el 2007, 3 eren d'empreses extractives, 9 d'empreses alimentàries, 1 d'una empresa de fabricació de material elèctric, 9 d'empreses de fabricació d'altres productes industrials, 16 d'empreses de construcció, 58 d'empreses de comerç i reparació d'automòbils, 8 d'empreses de transport, 36 d'empreses d'hostatgeria i restauració, 4 d'empreses d'informació i comunicació, 19 d'empreses financeres, 14 d'empreses immobiliàries, 28 d'empreses de serveis, 34 d'entitats de l'administració pública i 17 d'empreses classificades com a «altres activitats de serveis».
Dels 71 establiments de servei als particulars que hi havia el 2009, 1 era una oficina d'administració d'Hisenda pública, 1 gendarmeria, 1 oficina de correu, 6 oficines bancàries, 2 funeràries, 3 tallers de reparació d'automòbils i de material agrícola, 2 tallers d'inspecció tècnica de vehicles, 3 autoescoles, 2 paletes, 1 guixaire pintor, 4 fusteries, 4 lampisteries, 1 electricista, 2 empreses de construcció, 6 perruqueries, 4 veterinaris, 1 agència de treball temporal, 20 restaurants, 4 agències immobiliàries, 2 tintoreries i 1 saló de bellesa.
Dels 41 establiments comercials que hi havia el 2009, 1 era, 1 una gran superfície de material de bricolatge, 4 botiges de menys de 120 m², 5 fleques, 6 carnisseries, 1 una botiga de congelats, 1 una peixateria, 9 botigues de roba, 2 botigues d'equipament de la llar, 1 una botiga d'equipament de la llar, 1 una sabateria, 1 una botiga d'electrodomèstics, 1 una botiga de mobles, 1 una botiga de material de revestiment de parets i terra, 1 un drogueria, 2 joieries i 3 floristeries.
L'any 2000 a Saint-Valery-en-Caux hi havia 6 explotacions agrícoles.

## Equipaments sanitaris i escolars
El 2009 hi havia 1 hospital de tractaments de curta durada, 1 hospital de tractaments de mitja durada (seguiment i rehabilitació, 1 centre de salut, 2 farmàcies i 1 ambulància.
El 2009 hi havia 2 escoles maternals i 3 escoles elementals. A Saint-Valery-en-Caux hi havia 1 col·legi d'educació secundària i 1 liceu d'ensenyament general. Als col·legis d'educació secundària hi havia 608 alumnes i als liceus d'ensenyament general 604.

## Poblacions més properes
El següent diagrama mostra les poblacions més properes.